# Nusrat Kasamanli
 (mai 2022).
La mise en forme du texte ne suit pas les recommandations de Wikipédia : il faut le « wikifier ».
Les points d'amélioration suivants sont les cas les plus fréquents :
- Les titres sont pré-formatés par le logiciel. Ils ne sont ni en capitales, ni en gras.
- Le texte ne doit pas être écrit en capitales (les noms de famille non plus), ni en gras, ni en italique, ni en « petit »…
- Le gras n'est utilisé que pour surligner le titre de l'article dans l'introduction, une seule fois.
- L'italique est rarement utilisé : mots en langue étrangère, titres d'œuvres, noms de bateaux, etc.
- Les citations ne sont pas en italique mais en corps de texte normal. Elles sont entourées par des guillemets français : « et ».
- Les listes à puces sont à éviter, des paragraphes rédigés étant largement préférés. Les tableaux sont à réserver à la présentation de données structurées (résultats, etc.).
- Les appels de note de bas de page (petits chiffres en exposant, introduits par l'outil «  Source ») sont à placer entre la fin de phrase et le point final[comme ça].
- Les liens internes (vers d'autres articles de Wikipédia) sont à choisir avec parcimonie. Créez des liens vers des articles approfondissant le sujet. Les termes génériques sans rapport avec le sujet sont à éviter, ainsi que les répétitions de liens vers un même terme.
- Les liens externes sont à placer uniquement dans une section « Liens externes », à la fin de l'article. Ces liens sont à choisir avec parcimonie suivant les règles définies. Si un lien sert de source à l'article, son insertion dans le texte est à faire par les notes de bas de page.
- La présentation des références doit suivre les conventions bibliographiques. Il est recommandé d'utiliser les modèles {{Ouvrage}}, {{Chapitre}}, {{Article}}, {{Lien web}} et/ou {{Bibliographie}}. Le mode d'édition visuel peut mettre en forme automatiquement les références.
- Insérer une infobox (cadre d'informations à droite) n'est pas obligatoire pour parachever la mise en page.

Pour une aide détaillée, merci de consulter Aide:Wikification.
Si vous pensez que ces points ont été résolus, vous pouvez retirer ce bandeau et améliorer la mise en forme d'un autre article.
Nusrat Kasamanli (en azéri : Nüsrət Yusif oğlu Kəsəmənli ; né le 29 décembre 1946, dans la région d'Aghstafa et mort le 16 octobre 2003 à Tabriz) est un poète, publiciste, scénariste azerbaïdjanais, membre de l'Union des écrivains d'Azerbaïdjan (1977), lauréat du Prix du Komsomol de la RSS d'Azerbaïdjan (1982).

## Biographie
Nusrat Kasemenli est né dans la région d'Aghstafa. Il entre à la faculté de journalisme de l'Université d'État d'Azerbaïdjan (1966). Alors qu'il est en deuxième année il travaille au département de la correspondance en tant que correspondant et ouvrier littéraire dans les journaux Baku et Baki (1969). Après avoir obtenu son diplôme universitaire, il devient référent et conseiller littéraire à l'Union des écrivains d'Azerbaïdjan (1978-1985).

## Carrière
Il commence sa carrière artistique au début des années 1960. La musique est composée pour environ 150 poèmes. Où sont les villages vides, Improvisation sur le sujet,Garder l'Anbiz, Voyage en Azerbaïdjan soviétique et autres. Il est l'auteur de scénarios de documentaires, de longs métrages Les bras d'Aphrodite, L'histoire du Karabakh. Il participe aux VI, VII réunions pan-syndicales de jeunes écrivains à Moscou.
Nusrat Kasemenli est une personnalité publique active : président du Comité syndical de l'Union des écrivains d'Azerbaïdjan (1981-1984), candidat au présidium du Comité républicain du Syndicat des travailleurs culturels, membre de la Société pour la protection des Monuments historiques et culturels d'Azerbaïdjan, membre du conseil d'administration du VI, VII Congrès de l'Union des écrivains d'Azerbaïdjan. Il est rédacteur en chef du studio de cinéma Azerbaijanfilm du nom de Djafar Djabbarli (depuis 1985). Il est le scénariste et présentateur du programme télévisé documentaire Fenêtre au monde (depuis 1985).
Il est l'un des fondateurs du Parti de la solidarité civile et l'un des premiers membres de l'Assemblée suprême (Conseil suprême) du Parti.

## Œuvres
Il est surtout connu pour ses poèmes d'amour en Azerbaïdjan et a écrit des poèmes pour de nombreuses chansons. Dans le même temps, Nusrat Kasamanli a ouvert une autre page de la littérature azerbaïdjanaise avec ses poèmes dans le genre de l'amour.
- Si vous voulez, B., 1971 ;
- Le noir de mes yeux, B., 1975 ;
- Jours où je me ressemble, 1979;
- Rêves d’argent, B., 1981;
- Parlons tout seuls, B., 1983.

## Poèmes
- Je ne crois plus aux contes de fées
- L'un était, l'autre non...
- Si je t'oublie...
- Laisse le feu de la patrie brûler le tien
- Ce monde sera sans moi un jour
- Je veux être un voleur
- Ombre sous l'arbre
- Les moutons mangeront des monstres…
- Quand tu en veux à l'amour
- J'ai de la pitié pour cet arbre
- Tu ne me crois pas comme un rêve
- Ne crois pas, ma chérie, crois, ma chérie